# Страсне
Стра́сне —  село в Україні, у Лозівській міській громаді Лозівського району Харківської області. Населення становить 71 осіб. До 2020 орган місцевого самоврядування — Новоіванівська сільська рада.

## Географія
Село Страсне знаходиться на відстані 2,5 км від річки Мала Тернівка (правий берег). Поруч проходить залізниця, за 1,5 км станція Страсний. Поруч проходить автомобільна дорога Т 2107.

## Історія
- 1921 — дата заснування.
- 12 червня 2020 року, відповідно до Розпорядження Кабінету Міністрів України  № 725-р «Про визначення адміністративних центрів та затвердження територій територіальних громад Харківської області», увійшло до складу Лозівської міської громади.[1]
- 17 липня 2020 року, в результаті адміністративно-територіальної реформи та ліквідації колишнього Лозівського району (1923—2020), увійшло до складу новоутвореного Лозівського району Харківської області.[2]

## Економіка
- «Страсне», садове товариство.